# 吕婉柔
吕婉柔（1986年1月23日—），原名吕琳，黑龙江省哈尔滨市人，是中国女模特和演员。

## 生平
吕婉柔，1986年诞生于黑龙江省哈尔滨市，后定居北京市。婉柔，取自清朝作家宣鼎《夜雨秋灯录·龙梭三娘》：“主见其婉柔，不忍诛。”吕婉柔曾远赴泰国拍摄写真集，回国后积极向香港发展事业。2010年6月，汪小菲在一次打麻将时认识了吕婉柔，此后，两人经常联络吃饭和密会。2011年3月22日，34岁的大S徐熙媛和29岁的汪小菲在相识49天后闪婚。2011年6月6日，吕婉柔和汪小菲的亲密短信曝光，“我都点上火等着了”、“想你了”等公布于网络媒体之上。

## 电视节目
| 国家或地区 | 电视台     | 节目名称           |
| ---------- | ---------- | ------------------ |
| 江苏       | 江苏卫视   | 《幸福晚点名》     |
| 安徽       | 安徽卫视   | 《非常静距离》     |
| 北京       | 中国时装周 | 《北京女孩时尚秀》 |
| 浙江       | 浙江卫视   | 《美丽A计划》      |
| 湖南       | 湖南卫视   | 《我是大美人》     |

### 广告杂志
| 杂志名               | 备注       |
| -------------------- | ---------- |
| 《昕薇》             | 封面照     |
| 《精品购物指南》     | 封面照     |
| 《今日人像》         | 封面照     |
| 《家用电脑》         | 封面照     |
| 《SIZE潮流生活》     | 内页照     |
| 《健康之友》         | 封面照     |
| 《橡果国际电视购物》 | 封面照     |
| 《粉红佳人》         | 内页照     |
| 《新女孩》           | 网游代言人 |
| 《淘宝内衣宣传》     |            |
| 《天才会美丽》       |            |

## 荣誉奖项
- 腾讯汽车宝贝[1]
- 2010年，TOM网足球宝贝[1]
- 美空美女排行榜第一季冠军[1]